# Frotzhofen
Frotzhofen ist ein Gemeindeteil der Gemeinde Anzing im oberbayerischen Landkreis Ebersberg. 

## Lage
Das Dorf Frotzhofen liegt etwa 1,5 Kilometer südlich von Anzing.